# Lärchen-Reizker
Der Lärchen-Reizker (Lactarius porninsis), auch Lärchen-Milchling genannt, ist eine essbare Pilzart aus der Familie der Täublingsverwandten (Russulaceae). Der mittelgroße, essbare Milchling ist einheitlich orange gefärbt und hat einen mehr oder weniger gezonten Hut. Seine Milch ist weiß und schmeckt mild bis bitterlich. Der in den Alpen häufige Milchling kommt nur unter Lärchen vor. Die Fruchtkörper erscheinen von Juli bis Oktober.

## Merkmale
Der Hut misst 5–10 cm im Durchmesser, er ist kaum niedergedrückt und hat jung einen eingerollten Rand. Im Alter wird er trichterförmig. Er ist gleichmäßig orangefarben, manchmal mit einer undeutlichen konzentrischen Zonung. Der Stiel ist wie der Hut gefärbt, ca. 6 cm hoch und 1 cm breit. Er ist außen leicht grubig und wird im Inneren schnell hohl. Die Lamellen sind dunkel ockerfarben und stehen dicht gedrängt. Der Sporenabdruck ist hellocker. Das Fleisch ist weißlich oder blass ocker. Die Milch ist ebenfalls weiß und schmeckt mild oder leicht bitter. Trotz der weißen Milch zählt die Art zu den Reizkern, die sonst nur Milchlinge mit farbiger Milch umfassen.

## Verbreitung und Lebensraum
Der Pilz wächst ausschließlich unter Lärchen. Im Norden Europas ist er selten, in den Alpen jedoch häufig.

## Bedeutung
Der Lärchen-Reizker ist essbar, wird jedoch nicht als besonders guter Speisepilz angesehen.

### Einzelnachweis
1. ↑  Jorinde Nuytinck, Annemieke Verbeken und Steven L. Miller: Worldwide phylogeny of Lactarius section Deliciosi inferred from ITS and glyceraldehyde-3-phosphate dehydrogenase gene sequences. Mycologia 99(6). 2007. S. 820–832.